# Classe Sa'ar 72
La Classe Sa'ar 72, désigné en 2024, classe Reshef, est un projet de corvettes multi-missions en cours de développement par Israel Shipyards pour la marine israélienne, il est dévoilé à l'IMDEX, Asia de Singapour en 2013. Trois navires sont prévus en 2021 passant à 5 commandés le 13 décembre 2024, ils doivent remplacer les Sa'ar 4.5 qui ont dépassé les 30 ans de service. 

## Caractéristiques
Les caractéristiques annoncées en 2013 sont un déplacement de 800 tonnes pour une vitesse maximale de 28 nœuds, ainsi qu'une autonomie de 21 jours et 3000 nautiques à 18 nœuds. Ils sont manœuvrés par 50 membres d'équipage, avec la possibilité d'embarquer une vingtaine de personnes supplémentaires selon la mission. Ils sont dotés, pour le combat de surface, de 8 missiles de croisière (Harpoon ou Gabriel 5) et d'un canon OTO Melara 76 mm servant également à la défense antiaérienne et antimissile, par ailleurs principalement assurée par 16 missiles sol-air Barak 8 de 70 km de portée. Guidés par un radar multifonction comme le Elta EL/M-2258 de Israel Aerospace Industries, un radar de conduite de tir et un système optronique dont le choix n'est pas encore fixé. Les navires disposent de capacités anti-sous-marines au moyen de 6 tubes lance-torpilles Mk 32 de 324 mm pour torpilles Mk 46 et d'un hélicoptère de 7 tonnes (de type AW139) abrité dans un hangar et déployé depuis une plateforme de 15 m de long. Enfin, sont emportés 2 embarcations légères et 2 canons de 30 mm téléopérés pour faire face aux menaces asymétriques. Le constructeur propose aussi une version OPV (patrouilleur de service public) beaucoup moins armée, une version longue de 85 m serait également possible,.

## Historique
En octobre 2016, une de ces corvettes est en construction pour un client non-identifié[réf. nécessaire]. 
En décembre 2024, le ministère de la Défense israélien annonce la commande de cinq navires classe Reshef pour une valeur de 2,8 milliards de shekels (environ 780 millions de dollars).
Les nouveaux navires seront construits en environ six ans dans le chantier naval local d'Israel Shipyards. Cependant, certains modules de la coque seront fabriqués aux États-Unis, permettant au programme d’utiliser un financement militaire étranger provenant de dons américains, réduisant ainsi le coût total du projet.